# Rotalinoides
Rotalinoides es un género de foraminífero bentónico de la subfamilia Ammoniinae, de la familia Rotaliidae, de la superfamilia Rotalioidea, del suborden Rotaliina y del orden Rotaliida. Su especie tipo es Rotalia papillosa. Su rango cronoestratigráfico abarca desde el Mioceno medio hasta la Actualidad.

## Clasificación
Rotalinoides incluye a las siguientes especies:
- Rotalinoides compressiusculus
- Rotalinoides papillosa

Otra especie considerada en Rotalinoides es:
- Rotalinoides gaimardii, aceptado como Asterorotalia gaimardi